# Seznam ministrstev Republike Slovenije
Seznam ministrstev Republike Slovenije našteva trenutna ministrstva Republike Slovenije.

## Seznam
| Naziv ministrstva                                                  | Minister               | Slika |
| ------------------------------------------------------------------ | ---------------------- | ----- |
| Vlada Republike Slovenije                                          | Robert Golob           |       |
| Ministrstvo za delo, družino, socialne zadeve in enake možnosti    | Luka Mesec             |       |
| Ministrstvo za digitalno preobrazbo                                | Emilija Stojmenova Duh |       |
| Ministrstvo za finance                                             | Klemen Boštjančič      |       |
| Ministrstvo za gospodarstvo, turizem in šport                      | Matjaž Han             |       |
| Ministrstvo za infrastrukturo                                      | Alenka Bratušek        |       |
| Ministrstvo za javno upravo                                        | Sanja Ajanović Hovnik  |       |
| Ministrstvo za kmetijstvo, gozdarstvo in prehrano                  | Irena Šinko            |       |
| Ministrstvo za kohezijo in regionalni razvoj                       | Aleksander Jevšek      |       |
| Ministrstvo za kulturo                                             | Asta Vrečko            |       |
| Ministrstvo za naravne vire in prostor                             | Uroš Brežan            |       |
| Ministrstvo za notranje zadeve                                     | Boštjan Poklukar       |       |
| Ministrstvo za obrambo                                             | Borut Sajovic          |       |
| Ministrstvo za okolje, podnebje in energijo                        | Bojan Kumer            |       |
| Ministrstvo za pravosodje                                          | Dominika Švarc Pipan   |       |
| Ministrstvo za solidarno prihodnost                                | Simon Maljevac         |       |
| Ministrstvo za visoko šolstvo, znanost in inovacije                | Igor Papič             |       |
| Ministrstvo za vzgojo in izobraževanje                             | Darjo Felda            |       |
| Ministrstvo za zdravje                                             | Danijel Bešič Loredan  |       |
| Ministrstvo za zunanje in evropske zadeve                          | Tanja Fajon            |       |
| Urad Vlade Republike Slovenije za Slovence v zamejstvu in po svetu | Matej Arčon            |       |